# Savillerapporten
Savillerapporten är en rapport beställd av brittiska regeringen om vad som hände under Den blodiga söndagen, den händelse då brittiska trupper öppnade eld mot katolska demonstranter i Nordirland som ledde till ett stort antal döda.

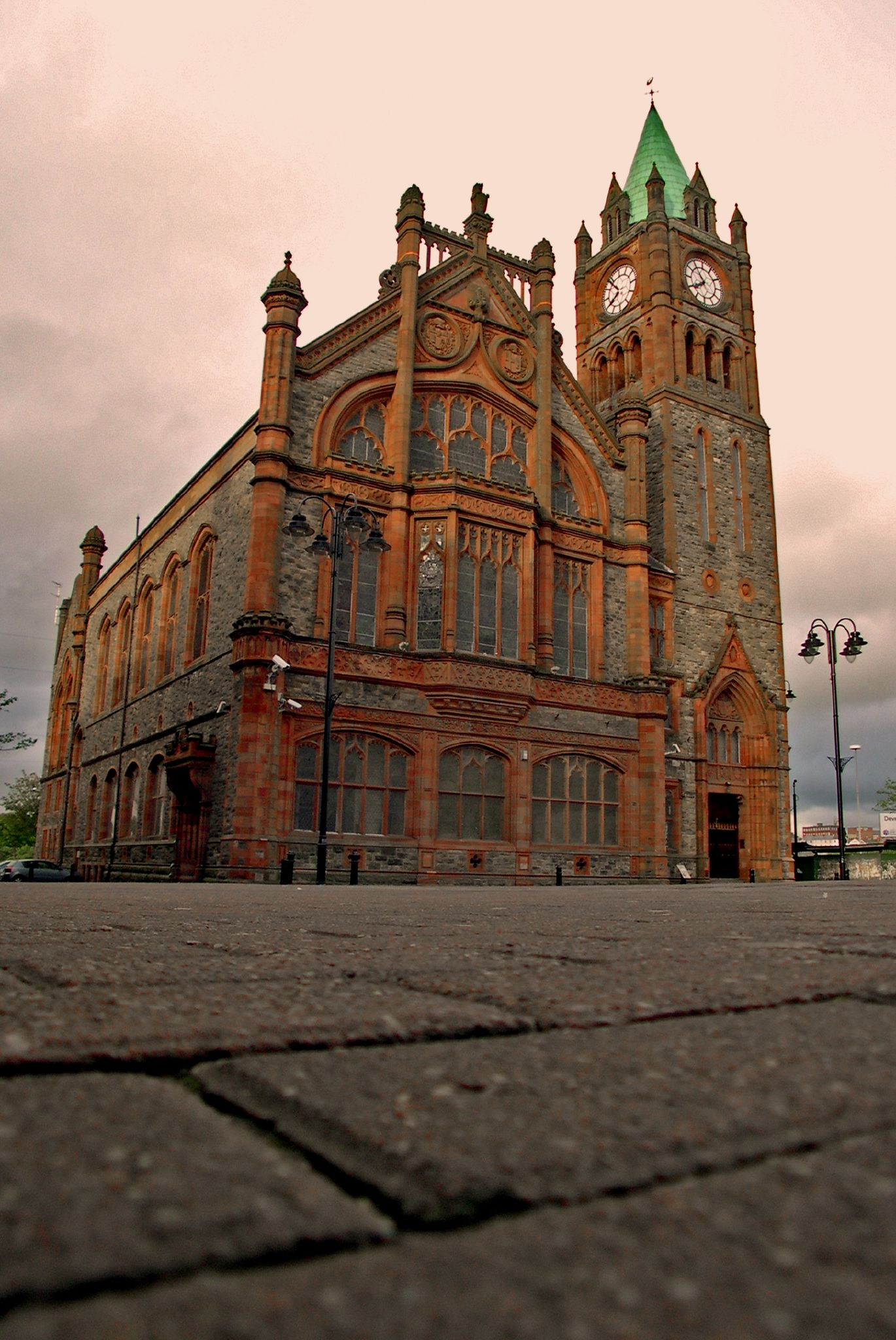
I Guildhall i Londonderry hölls de flesta förhören.

År 1998 beslutade Storbritanniens premiärminister Tony Blair att en ny undersökning av denna händelse skulle tillsättas, för att om möjligt kunna ta död på de konspirationsteorier som uppstått på grund av brister i den första utredningen.
Undersökningskommissionens arbete skulle presenteras i mars 2010, men publiceringen sköts upp till efter parlamentsvalet 2010. Den publicerades i mitten av juni 2010. Kommissionen bestod av en panel av tre domare ledda av Lord Saville of Newdigate och rapporten kom därmed att kallas Savillerapporten. Rapporten är den dyraste offentliga rapport som har tagits fram i Storbritannien, den har kostat knappt 200 miljoner pund man intervjuad 2.500 personer som var med(polis, militär, sjukvårdspersonal, demonstranter, åskådare och journalister). I slutrapporten slås det fast att skulden till massakern faller på de brittiska militärerna och att demonstranterna var utan skuld.
Till följd av Savillerapporten uttalade sig premiärminister David Cameron i det brittiska parlamentet och sade att den brittiska arméns handlande på blodiga söndagen var oförsvarligt. Han sade att han var mycket ledsen över händelsen.

## Utredningens resultat
- Militären öppnade eld först och besvarade alltså inte fientlig eldgivning vilket angivits tidigare
- Militären öppnade eld utan förvarning
- Ingen av soldaterna som öppnade eld var attackerade med bensinbomber eller stenar
- De som dödades och skadades var antingen på flykt från platsen eller höll på att hjälpa andra som blivit skjutna
- Ingen av de skjutna var ett hot mot soldaterna
- En del av soldaterna ljög i sina vittnesmål
- Militären hade inte planerat massakern
- Martin McGuinness, som nekat till att ha burit vapen, var troligen beväpnad men var inte i närheten av händelserna och därför inget hot för militären